# Skid Row
Skid Row este o formație americană de muzică heavy metal, înființată în Toms River, New Jersey, în 1986.